# Skorobahatkî, Lohvîțea
Skorobahatkî (în ucraineană Скоробагатьки) este un sat în comuna Iskivți din raionul Lohvîțea, regiunea Poltava, Ucraina.

## Demografie
Componența lingvistică a localității Skorobahatkî
     Ucraineană (98,4%)
     Rusă (1,14%)
     Alte limbi (0,23%)
Conform recensământului din 2001, majoritatea populației localității Skorobahatkî era vorbitoare de ucraineană (98,4%), existând în minoritate și vorbitori de rusă (1,14%).